# Sabine Englert
Sabine Englert, född 27 november 1981 i Aschaffenburg, är en tysk handbollsmålvakt som spelar för Aarhus United.

## Karriär
Sabine Englert började spela handboll vid 5 års ålder. Hennes första klubb var TUSPO Obernburg där hon spelade till 17 års ålder 1998. Hennes bröder spelade handboll och hon var alltid i hallen, och då väcktes intresset för handboll. Hon spelade sina två sista juniorår med TGS Walldorf till 2000. TV Mainzlar blev hennes första elitklubb och med den vann hon tyska cupen. Hon spelade i Bayer Leverkusen från 2003 till 2007 men spelade sedan för den österrikiska klubben Hypo Niederösterreich 2007 till 2009. Hon blev österrikisk mästare och cupmästare med Hypo Niederösterreich 2008 och 2009. 2009 anslöt hon sedan till Herning-Ikast och blev en trotjänare i klubben. Med klubben vann hon tre danska mästerskap, 4 cuptitlar och två av EHF:s cuper i Europa. I november 2021 valde Englert att lämna Herning-Ikast efter 13 år i klubben. Den 23 maj 2022 meddelade Aarhus United att klubben hade skrivit ett 1-årskontrakt med den erfarne tyske målvakten.
Englert gjorde sin debut för Tysklands damlandslag i handboll den 23 mars 2001 mot Danmark. Hon var med och vann VM-brons 2007 i Frankrike. Hon deltog sedan vid OS 2008 i Peking där Tyskland slutade på 11:e plats. Vid EM 2008 kom Englert och Tyskland på fjärde plats. Hon spelade sitt sista mästerskap vid VM 2009 i Kina där Tyskland kom på sjunde plats. Totalt blev det 206 landskamper och 2 mål för Tyskland.
Englert tränade målvakterna i ungdomslagen i Herning Ikast och 2023 blev hon målvaktstränare för Österrikes damlandslag.

## Individuella utmärkelser
Vald som All Star-målvakt i danska ligan: 2019

## Meriter i klubblag
- Vinnare av tyska cupen 2001 med TV Mainzlar
- Vinnare av tyska cupen 2002 (?) med Bayer Leverkusen
- Vinnare av Challenge-Cup 2005 med Bayer Leverkusen
- Vinnare av österrikiska cupen och mästare 2008 och 2009 med Hypo Niederösterreich
- Dansk mästare 2011, 2013 och  2015 med  FC Midtjylland Håndbold
- Vinnare av danska cupen 2012, 2014, 2015 och 2019[6] med FC Midtjylland HåndboldH senare Herning-Ikast Håndbold
- Vinnare av EHF-cupen 2011 med FC Midtjylland Håndbold
- Vinnare av cupvinnarcupen 2015 med FC Midtjylland Håndbold